# Holcocera moriutiella
Holcocera moriutiella é uma espécie de mariposa do gênero Holcocera pertencente à família Coleophoridae.